# Colonia Lázaro Cárdenas del Río
Colonia Lázaro Cárdenas del Río är en ort i Mexiko, tillhörande kommunen Zumpango i delstaten Mexiko. Colonia Lázaro Cárdenas del Río ligger i den centrala delen av landet och tillhör Mexico Citys storstadsområde. Orten hade 2 681 invånare vid folkräkningen 2010.